# Chính sách nhân nhượng

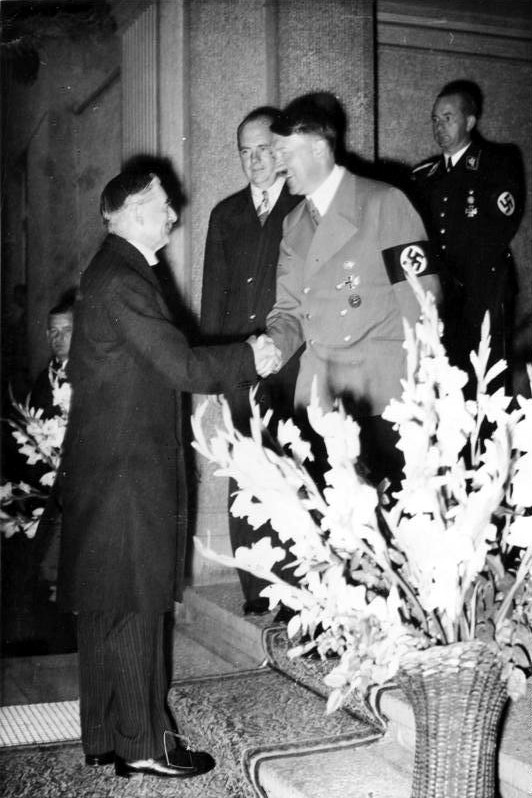
Adolf Hitler vui vẻ đón chào Thủ tướng Anh Neville Chamberlain lúc bắt đầu hội nghị ngày 24 tháng 9 năm 1938, tại đây Hitler đòi hỏi sáp nhập khu vực biên giới với Séc ngay lập tức

Chính sách nhượng bộ (trong văn cảnh chính trị) là một chính sách ngoại giao nhượng bộ về vật chất và chính trị cho những thế lực độc tài nhằm tránh một cuộc xung đột có thể xảy ra. Các chế độ dân chủ châu Âu đã áp dụng chính sách này vào những năm 1930 với mong muốn tránh chiến tranh với các nước Đức và Ý độc tài, đang mang nỗi căm thù đối với chiến tranh thế giới thứ nhất.
Thuật ngữ này chủ yếu được dùng trong chính sách ngoại giao của Thủ tướng Anh Neville Chamberlain với Đức Quốc xã từ 1937 đến 1939. Các chính sách tránh chiến tranh với Đức của ông đã trở thành chủ đề bàn luận sôi nổi của các học giả, nhà chính trị và nhà ngoại giao sau này. Các sử giả có nhiều ý kiến trái chiều, từ phê phán việc để cho nước Đức của Adolf Hitler phát triển quá mạnh cho đến đánh giá rằng Chamberlain không có sự lựa chọn nào khác và đã hành động dựa theo những lợi ích trên hết của nước Anh. Tại thời điểm đó, sự nhượng bộ được đa số nhìn nhận tích cực. Hiệp ước München được ký kết ngày 30 tháng 9 năm 1938 giữa Đức, Anh, Pháp và Italia đã thúc giục Chamberlain thông báo rằng ông đã bảo vệ "hòa bình cho thời đại chúng ta" ("peace for our time").